# 屠龙剑 (游戏)
《屠龍劍》是由日本Falcom開發，木屋善夫設計的動作角色扮演遊戲。遊戲於1984年在日本FM-7電腦首發，並在日本獲得巨大成功。史克威爾在1985年將遊戲移植於MSX，Epoch在1986年將遊戲移植於Super Cassette Vision，之後又在1990年以《屠龍劍I》名義移植於Game Boy。世嘉土星合輯《Falcom Classics》亦收錄遊戲移植版。
《屠龍劍》之后发展为Dragon Slayer系列，其中包括诸多Falcom著名作品，如《雷诺尼都纪事》、《七星魔法使》和《屠龙剑IV 屠龙家族》。